# Achelia hoekii
Achelia hoekii är en havsspindelart som först beskrevs av Pfeffer, G. 1889.  Achelia hoekii ingår i släktet Achelia och familjen Ammotheidae. Inga underarter finns listade i Catalogue of Life.